# 실렛어

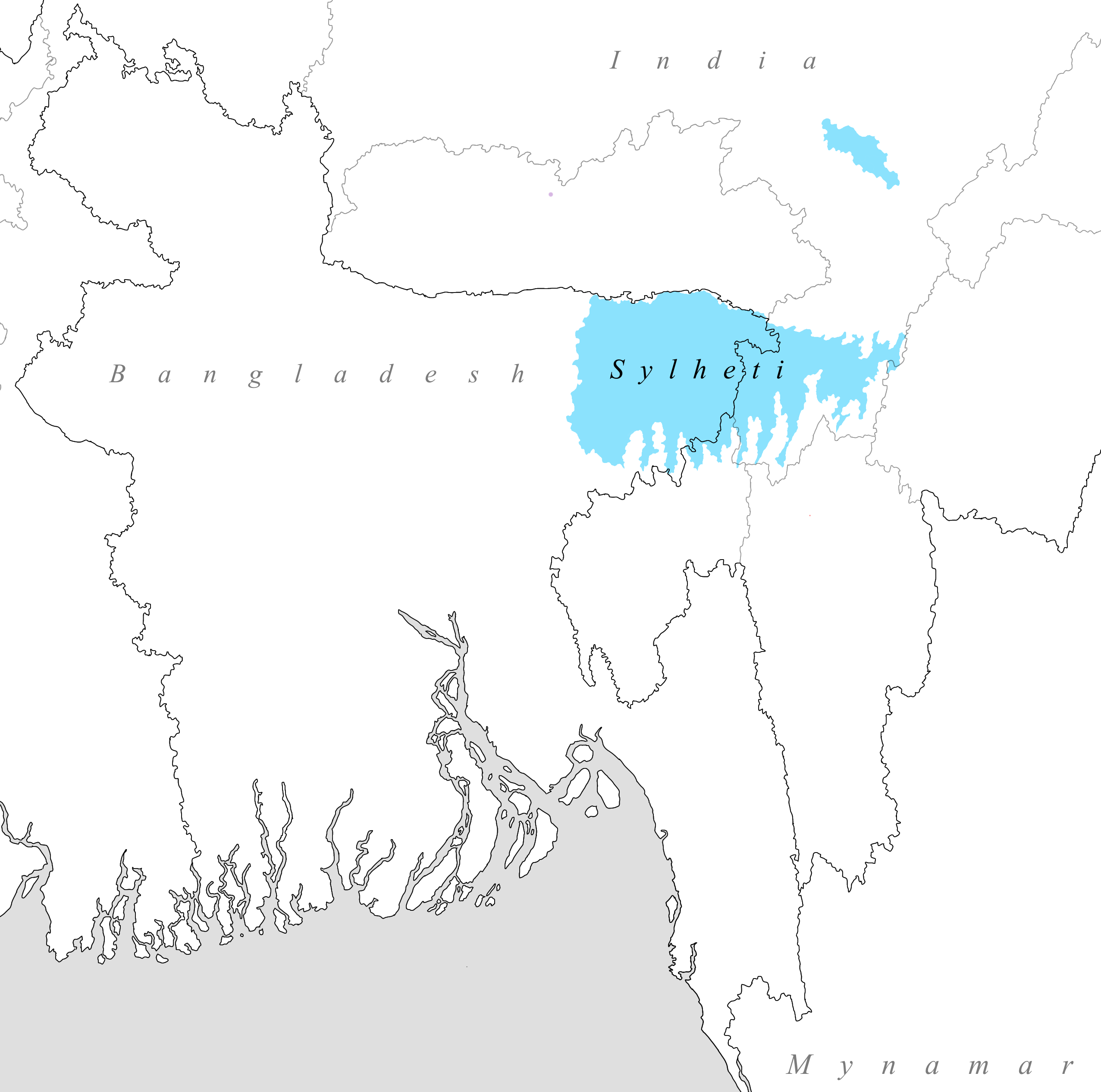

실렛어(ꠍꠤꠟꠐꠤ, Sylheti language)는 인도-아리아어계 언어로, 주로 방글라데시 실렛주, 아삼주 바라크 밸리, 인도 트리푸라주 북부 지역에서 약 1,100만 명이 사용한다. 실렛어 사용자 수는 인도 메갈라야 주, 마니푸르 주, 나갈랜드 주뿐 아니라 영국, 미국, 캐나다, 중동의 디아스포라 공동체에도 상당수 있다.
실렛어는 벵골어의 방언 또는 그 자체로 독립적인 언어로 다양하게 인식되고 있다. 대부분의 언어학자들은 실렛어를 독립된 언어로 여기지만, 많은 모국어 화자들에게 실렛어는 이중 언어(diglosic)를 형성하고, 표준 벵골어는 성문화된 언어(lect)를 형성한다. 일부 사람들은 실렛어를 벵골어의 "변질된" 형태로 잘못 인식하고 있으며, 방글라데시, 인도, 그리고 디아스포라에서 실렛어에서 표준 벵골어로의 언어 교체가 보고되고 있다. 하지만 영국 디아스포라에서는 실렛어가 표준 벵골어보다 더 큰 활력을 가지고 있다.

## 모음
|      | 전설 | 중설 | 후설 |
| ---- | ---- | ---- | ---- |
| 폐   | i ꠁ  |      | u ꠃ  |
| 중폐 | e ꠄ  |      |      |
| 중개 |      |      | ɔ ꠅ  |
| 개   |      | a ꠀ  |      |

## 자음
|            | \| \| \| 순 \| 치 \| 권설/ 치경 \| 치경구개 \| 연구개 \| 성문 \| \| ---------- \| ---- \| -------- \| ------ \| ---------- \| -------- \| ------ \| ---- \| \| 비 \| 비 \| m ꠝ \| n ꠘ \| \| \| ŋ ꠋ \| \| \| 파열/ 파찰 \| 청음 \| \| t̪ ꠔ, ꠕ \| ʈ ꠐ, ꠑ \| \| \| \| \| 파열/ 파찰 \| 탁음 \| \| d̪ ꠖ, ꠗ \| ɖ ꠒ, ꠓ \| \| \| \| \| 마찰 \| 청음 \| ɸ~f ꠙ, ꠚ \| s ꠌ, ꠍ \| \| ʃ ꠡ \| x ꠇ, ꠈ \| \| \| 마찰 \| 탁음 \| β~v ꠛ, ꠜ \| z ꠎ, ꠏ \| \| \| ɣ ꠉ, ꠊ \| ɦ ꠢ \| \| 탄 \| 탄 \| \| ɾ ꠞ \| \| \| \| \| \| 접근 \| 접근 \| \| l ꠟ \| \| \| \| \| |          |        |            |          |        |      |
|            | | 순       | 치     | 권설/ 치경 | 치경구개 | 연구개 | 성문 |
| 비         | 비 | m ꠝ      | n ꠘ    |            |          | ŋ ꠋ     |      |
| 파열/ 파찰 | 청음 |          | t̪ ꠔ, ꠕ | ʈ ꠐ, ꠑ     |          |        |      |
| 파열/ 파찰 | 탁음 |          | d̪ ꠖ, ꠗ | ɖ ꠒ, ꠓ     |          |        |      |
| 마찰       | 청음 | ɸ~f ꠙ, ꠚ | s ꠌ, ꠍ |            | ʃ ꠡ      | x ꠇ, ꠈ |      |
| 마찰       | 탁음 | β~v ꠛ, ꠜ | z ꠎ, ꠏ |            |          | ɣ ꠉ, ꠊ | ɦ ꠢ  |
| 탄         | 탄 |          | ɾ ꠞ    |            |          |        |      |
| 접근       | 접근 |          | l ꠟ    |            |          |        |      |

## 같이 보기
- 벵골아삼어군
- 인도의 언어
- 티베트버마어파
- 마니푸르어